# Ljeskovac (Bijeljina, BiH)
Ljeskovac su naseljeno mjesto u sastavu Grada Bijeljine, Republika Srpska, BiH.

## Stanovništvo
| Ljeskovac          |              |
| godina popisa      | 1991.        |
| Srbi               | 474 (98,13%) |
| Muslimani          | 2 (0,20%)    |
| Hrvati             | 0            |
| Jugoslaveni        | 4 (0,81%)    |
| ostali i nepoznato | 4 (0,81%)    |
| ukupno             | 483          |